# Вздвижа
Вздвижа (Вздвиж; укр. Вздвиж) — левый приток Десны, протекающий по Черниговскому району (Черниговская область, Украина). Является частью осушительной системы Краснянская, как магистральный канал длиной 44,5 км. Канал введён в эксплуатацию в 1985 году.

## География
Длина — 29 или 31 км. Площадь бассейна — 369 км². Русло реки (отметки уреза воды) в среднем течении (село Слобода) находится на высоте 113,1 м над уровнем моря.
Русло умеренно-извилистое, шириной 14 м и глубиной 2 м (в среднем течении соответственно 11 и 3,1). В приустьевой части на реке есть два озера: Сухое и Пенная. В половодье соединяется с рекой Мамша (что в долине Десны). В верхнем течении русло выпрямлено в канал (канализировано) шириной 12 м и глубиной 2,5 м. Севернее села Буды в среднем течении примыкает магистральный канал сети каналов. В верхнем течении также создана сеть каналов.
Река (один из каналов сети) берёт начало в селе Красное (Черниговский район). Река течёт на северо-восток, в нижнем течении — на запад. Впадает в Десну восточнее села Шестовица (Черниговский район).
Пойма очагами занята заболоченными участками, лугами, кустарниками и лесами (лесополосами).
Притоки (от истока к устью):
1. Лебедь (правый)

Населённые пункты на реке (от истока к устью):
Черниговский район
1. Слобода
2. Буды
3. Лукашовка
4. Ивановка